# Vasudev Balwant Phadke
Vasudev Balwant Phadke (né le 4 novembre 1845 à Shirdhon (en) et mort le 17 février 1883) est un militant indépendantiste et révolutionnaire indien qui recherchait l'indépendance de l'Inde vis-à-vis de la domination coloniale.
Ému par le sort de la communauté agricole, Phadke croit que le Swaraj (« autogouvernance ») est le seul remède possible à leurs maux. Avec l'aide de diverses sous-communautés de la société hindoue, il crée un mouvement contre la domination britannique. Le groupe lance une lutte armée pour renverser le gouvernement colonial, avec des raids sur de riches hommes d'affaires européens pour obtenir des fonds à cette fin. Phadke se fait connaître lorsqu'il a pris le contrôle de la ville de Pune pendant quelques jours après une attaque surprise.
Il est connu comme le « père de la rébellion armée indienne ».

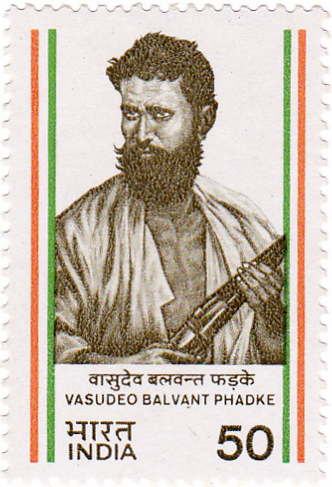
Phadke sur un timbre postal indien de 1984.